# Margarites
Margarites is een geslacht van weekdieren uit de klasse van de Gastropoda (slakken).

## Soorten
- Margarites albolineatus (E. A. Smith, 1899)
- Margarites angulatus Galkin, 1955
- Margarites argentatus (Gould, 1841)
- Margarites avachensis Galkin, 1955 [ex Bartsch MS]
- Margarites avenosooki MacGinitie, 1959
- Margarites bairdii (Dall, 1889)
- Margarites biconica Numanami, 1996
- Margarites bisikovi Egorov, 2000
- Margarites cabernet Egorov, 2000
- Margarites calliostomoides Egorov, 2000
- Margarites columbiana Squires & Goedert, 1991 †
- Margarites costalis (Gould, 1841)
- Margarites dnopherus (Watson, 1879)
- Margarites ecarinatus (Dall, 1919)
- Margarites giganteus (Leche, 1878)
- Margarites glabrus Golikov & Gulbin, 1978
- Margarites groenlandicus (Gmelin, 1791)
- Margarites helicinus (Phipps, 1774)
- Margarites hickmanae J. H. McLean, 1984
- Margarites huloti Vilvens & Sellanes, 2006
- Margarites inflatulus Dall, 1919
- Margarites keepi Smith & Gordon, 1948
- Margarites kophameli (Strebel, 1905)
- Margarites koreanicus (Dall, 1919)
- Margarites laminarum (Jeffreys, 1883)
- Margarites luciae (G. Seguenza, 1876)
- Margarites miona Dall, 1927
- Margarites mirabilis Simone & Birman, 2006
- Margarites olivaceus (Brown, 1827)
- Margarites picturatus Golikov in Golikov & Scarlato, 1967
- Margarites pilsbryi Kuroda & Habe, 1952
- Margarites pribiloffensis (Dall, 1919)
- Margarites pupillus (Gould, 1849)
- Margarites rossicus Dall, 1919
- Margarites ryukyuensis Okutani, Sasaki & Tsuchida, 2000
- Margarites salmoneus (Carpenter, 1864)
- Margarites schantaricus (Middendorff, 1849)
- Margarites scintillans (Watson, 1879)
- Margarites shinkai Okutani, Tsuchida & Fujikura, 1992
- Margarites simbla Dall, 1913
- Margarites smithi Bartsch, 1927
- Margarites sordidus (Hancock, 1846)
- Margarites striatus (Leach, 1841)
- Margarites toroides Hoffman, van Heugten & Lavaleye, 2011
- Margarites vahlii (Møller, 1842)
- Margarites vityazi Egorov, 2000
- Margarites vorticiferus (Dall, 1873)